# Rudzica (województwo śląskie)

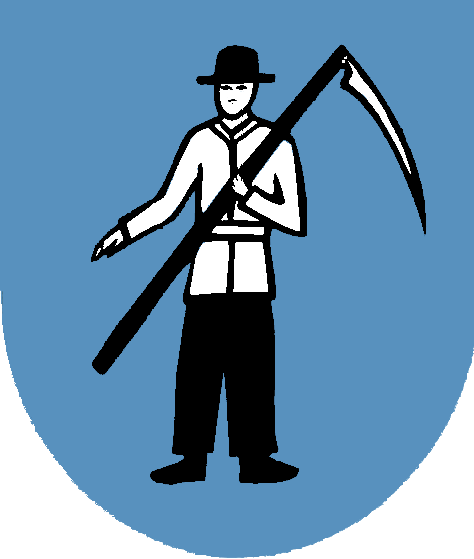
Nieoficjalny herb wsi Rudzica

Rudzica (cz. Rudice, niem. Riegersdorf) – wieś w Polsce, położona w województwie śląskim, w powiecie bielskim, w gminie Jasienica, na Śląsku Cieszyńskim. Powierzchnia sołectwa wynosi 1147,6 ha (11,47 km²) a liczba ludności 3191, co daje gęstość zaludnienia równą 277,6 os./km².

## Integralne części wsi
| SIMC    | Nazwa        | Rodzaj    |
| ------- | ------------ | --------- |
| 0055159 | Cegielnia    | część wsi |
| 0055165 | Dzioły       | część wsi |
| 0055171 | Grabówka     | część wsi |
| 0055188 | Laryszówka   | część wsi |
| 0055194 | Mała Rudzica | część wsi |
| 0055202 | Piekło       | część wsi |
| 0055219 | Ponienka     | część wsi |
| 0055225 | Stary Dwór   | część wsi |
| 0055231 | Zalesie      | część wsi |

## Historia
Miejscowość po raz pierwszy wzmiankowana została w łacińskim dokumencie Liber fundationis episcopatus Vratislaviensis (pol. Księga uposażeń biskupstwa wrocławskiego), spisanej za czasów biskupa Henryka z Wierzbna ok. 1305 w szeregu wsi zobowiązanych do płacenia dziesięciny biskupstwu we Wrocławiu, w postaci iItem in Rudgeri villa primo silva inciditur. Zapis ten oznaczał, że właśnie w momencie spisywania dokumentu karczowano las pod założenie wsi, a więc dopiero powstawała na tzw. surowym korzeniu, co wiąże się z przeprowadzaną pod koniec XIII wieku na terytorium późniejszego Górnego Śląska wielką akcją osadniczą (tzw. łanowo-czynszową). Wieś politycznie znajdowała się wówczas w granicach utworzonego w 1290 piastowskiego (polskiego) Księstwa Cieszyńskiego, będącego od 1327 lennem Królestwa Czech, a od 1526 roku w wyniku objęcia tronu czeskiego przez Habsburgów wraz z regionem aż do 1918 roku w monarchii Habsburgów (potocznie Austrii).
W sprawozdaniu z poboru świętopietrza z 1335 roku w diecezji wrocławskiej na rzecz Watykanu sporządzonego przez nuncjusza papieskiego Galharda z Cahors wśród 10 parafii archiprezbiteratu w Cieszynie wymieniona jest parafia w miejscowości villa Rudgeri, czyli Rudzicy. Miejscowa parafia katolicka powstała więc w okresie lokacyjnym. Została ponownie wymieniona w podobnym spisie sporządzonym przez archidiakona opolskiego Mikołaja Wolffa w 1447 pod nazwą Rudgersdorff.
Nazwa Rudgersdorf (wieś Rudgera) wskazuje że wieś była zasiedlona i zamieszkiwana głównie przez osadników niemieckich, jednak w 1452 w dokumencie niemieckojęzycznym wystąpiła niejako polska nazwa Rauditz, przy czym nie było to proste tłumaczenie z niemieckiego. Owa nazwa Rudzica jest topograficzna i nawiązuje do rudej wody w rzece. W przeszłości funkcjonowała Rudzica Mała (na Maley Rudiczy, m.in. w dokumencie z 1600 r.) oraz Rudzica Wielka (na Welkj Rudicy, m.in. w dokumencie z 1603 r.). Z czasem w języku niemieckim utrwaliła się forma Riegersdorf (Groß und Klein Riegersdorf, 1754; Riegersdorf Groß und Klein, pohlnisch: Rudzica, 1804).
Rudzica była pierwotnie wsią szlachecką. Brak dokładnych danych nie pozwala mówić o jej pierwszych właścicielach. Już w dokumencie z 1558 r. występuje niejaki Dudczky (zapewne powinno być Rudczky) z Rudz a na Rudiczy, zaś w 1573 r. notowany jest Ruczky in Riegersdorf. W roku 1608 Rudzica stała się własnością Jerzego Sobka z Kornic. Rozwój gospodarki folwarcznej wiązał się z uciskiem i wyzyskiem chłopów, co doprowadziło m.in. do buntu chłopskiego w 1746 r. Spadkobiercy Jerzego Sobka w 1752 r. sprzedali wieś Jerzemu Skrbeńskiemu. Na przełomie XVIII i XIX w. właścicielem wsi został hrabia Larisch, a po nim hrabia Hawer Łodzia Poniński. Od niego też poszła nazwa rudzickiego folwarku: "Ponienka". W 1802 r. wieś nabyła Komora Cieszyńska i w jej posiadaniu pozostała ona do końca I wojny światowej.
Po zniesieniu poddaństwa miejscowość ustanowiła gminę w powiecie sądowym strumieńskim powiatu politycznego Bielsko na Śląsku Austriackim. Według austriackiego spisu ludności z roku 1900 w 168 budynkach w Rudzicy na obszarze 1148 hektarów mieszkało 1213 osób, co dawało gęstość zaludnienia równą 105,7 os./km². z tego 1077 (88,8%) mieszkańców było katolikami, 130 (10,7%) ewangelikami a 6 (0,5%) wyznawcami judaizmu, 1170 (96,5%) było polsko-, 20 (1,6%) niemiecko- a 10 (0,8%) czeskojęzycznymi. Do 1910 roku liczba mieszkańców wzrosła do 1339 osób, z czego 1206 (90,1%) było katolikami, 131 (9,8%) ewangelikami, a 2 żydami, 1307 (97,8%) polsko- a 30 (2,2%) niemieckojęzycznymi.
Pod względem politycznym miejscowość była zdominowana przez Związek Śląskich Katolików. W pierwszych powszechnych wyborach do parlamentu wiedeńskiego w latach 1907 i 1911 dwukrotnie wygrał tu Józef Londzin, w 1907 otrzymując 135 z 227, a w 1911 195 z 235 głosów. W mniejszości byli tu zwolennicy Śląskiej Partii Ludowej. W 1911 jej przywódca, Józef Kożdoń, zdobył tu ok. 15%, nieco więcej niż stanowiąca ok. 10% społeczność ewangelicka. Aczkolwiek po zakończeniu I wojny światowej, kiedy doszło do czechosłowacko-polskiego konfliktu granicznego oceniano, że ślązakowcy stanowili nawet 40% mieszkańców wsi.
W latach 1975–1998 miejscowość położona była w województwie bielskim.

## Religia
Na terenie wsi działalność duszpasterską prowadzi Kościół Rzymskokatolicki (parafia Narodzenia św. Jana Chrzciciela).
W Rudzicy znajduje się jedyne w Polsce miejsce kultu św. Wendelina (patrona bydła). Jest nim kapliczka pw. św. Wendelina zbudowana w 1876 roku w tzw. Dolinie św. Wendelina (w części wsi Piekło). Obok kapliczki znajduje się źródło, woda z niego uważana jest za cudowną – leczącą choroby oczu. Wierni pielgrzymują w to miejsce corocznie 25 kwietnia.

## Zabytki
Według Narodowego Instytutu Dziedzictwa, w miejscowości znajdują się następujące obiekty zabytkowe:
- kościół parafialny pw. Narodzenia św. Jana Chrzciciela – zbudowany w stylu późnobarokowo-klasycystycznym w latach 1782–1800. Wieżę dobudowana w roku 1817. Poważniejsze remonty przeszedł w latach 1945–1946, 1998–2001,
- plebania parafii Narodzenia św. Jana Chrzciciela – zbudowana w latach 1788–1799, odbudowana zaś w 1945–1946,
- dwór z 1 poł. XVII w., odbudowany w latach 1946–47 i 1973 r.

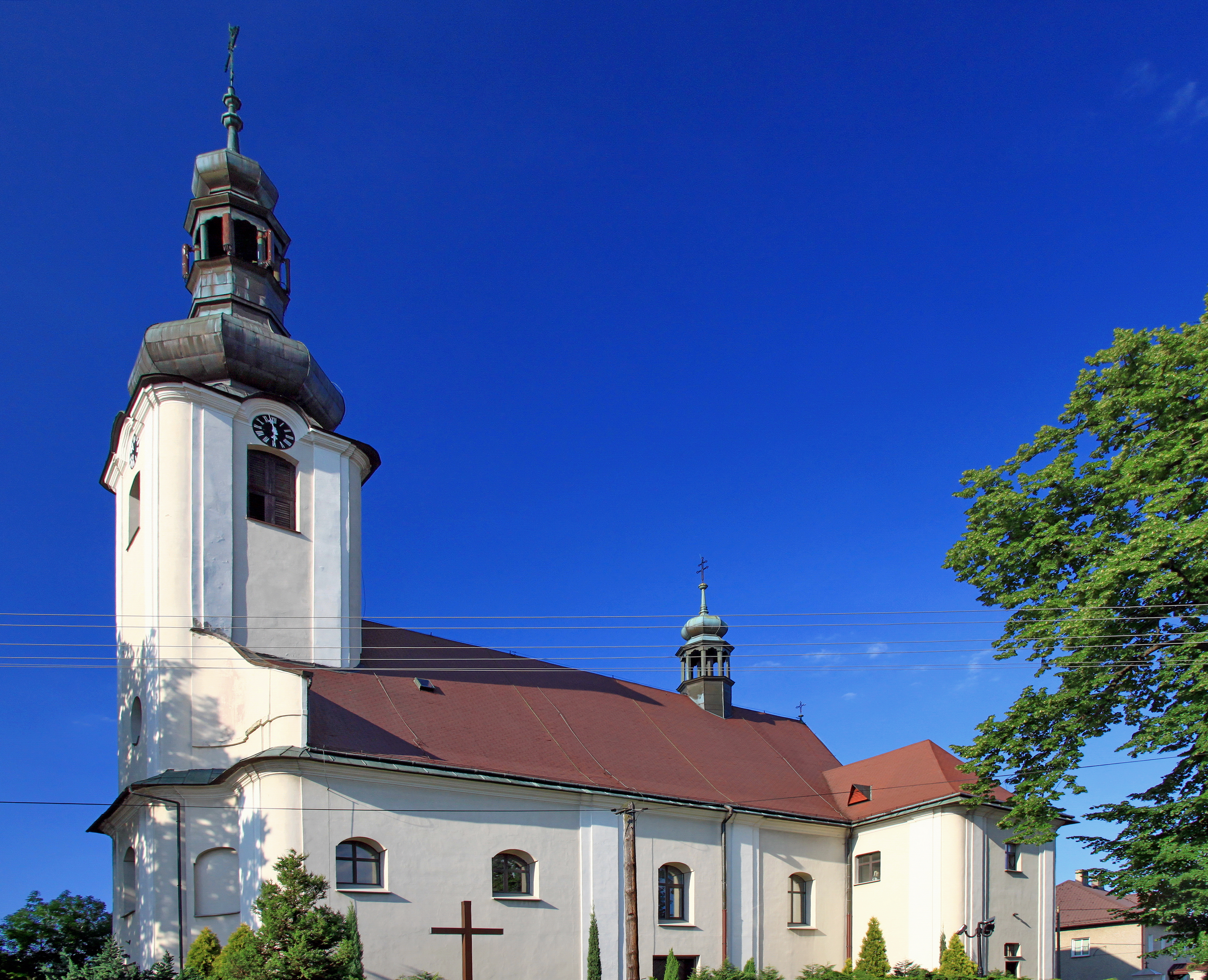
Kościół Narodzenia św. Jana Chrzciciela
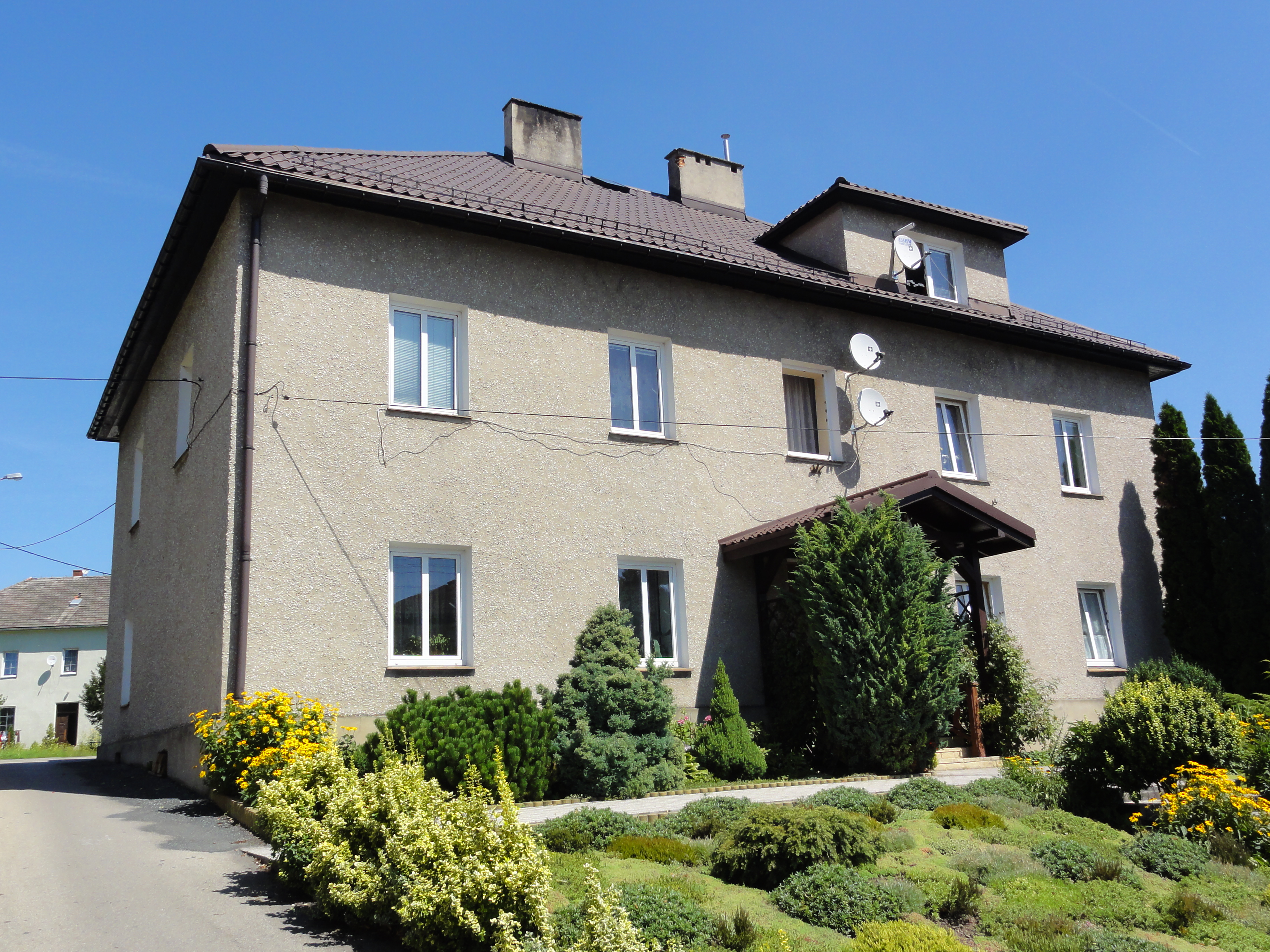
Plebania parafii Narodzenia św. Jana Chrzciciela
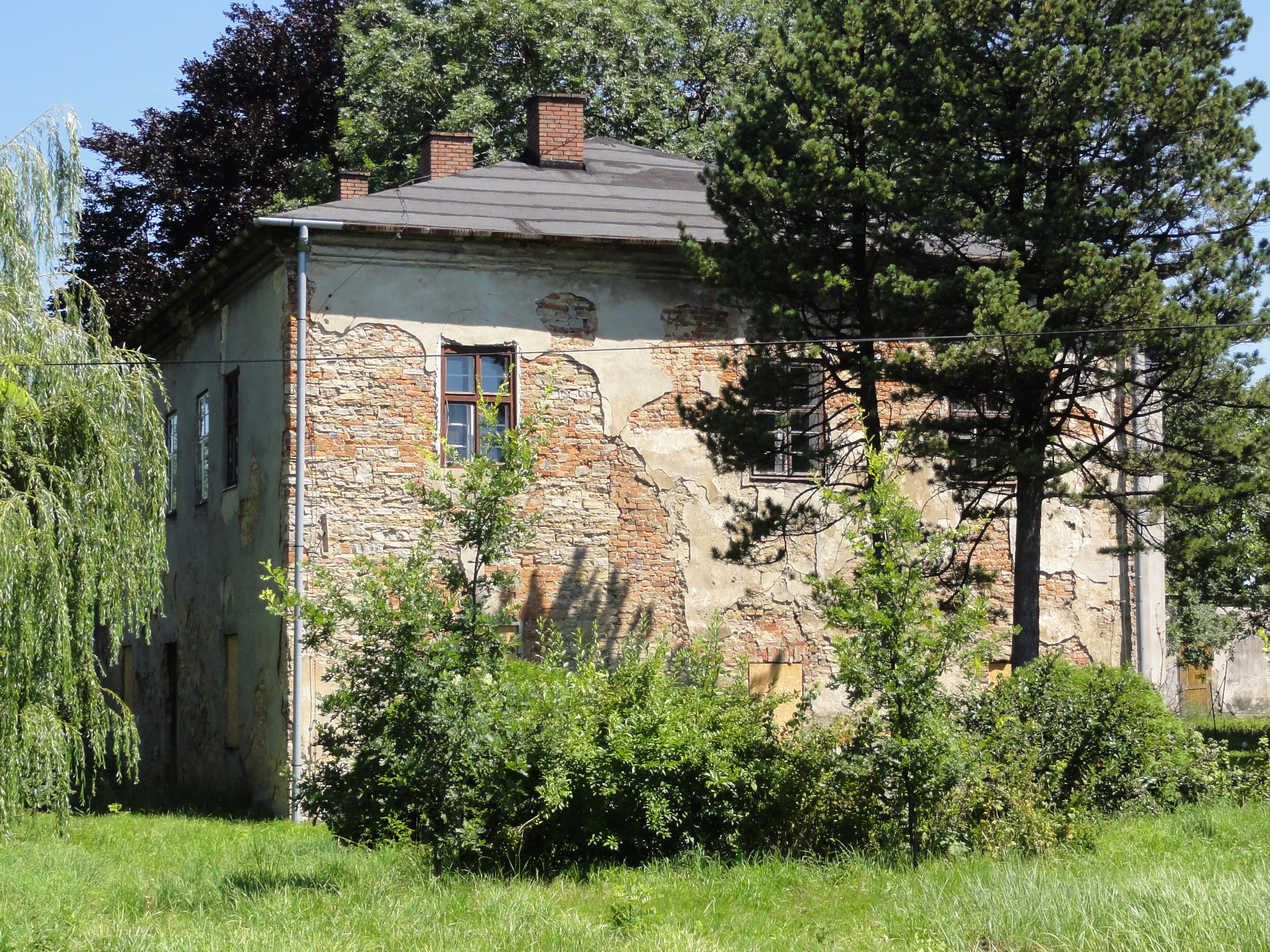
Dwór

## Urodzeni w Rudzicy
- Józef Kidoń – polski malarz-portrecista.
- Florian Kohut – artysta, malarz, członek Związku Artystów Plastyków.
- Antoni Korzeniowski – oficer armii austro–węgierskiej w okresie I wojny światowej, oficer Wojska Polskiego od 1920 roku, artylerzysta, weteran wojny z bolszewikami, podpułkownik.

- Jan Ewangelista Mocko – ksiądz katolicki, w l. 1900-1935 proboszcz parafii Świętych Apostołów Piotra i Pawła, w l. 1923-1935 burmistrz Skoczowa.
- Juliusz Wątroba – poeta, satyryk oraz autor tekstów pieśni, członek Związku Literatów Polskich.